# Шомоев, Клим Кириллович
Клим Кири́ллович Шомо́ев (11 июня 1930, с. Кукунут, Эхирит-Булагатский район, Бурят-Монгольская АССР — 2 марта 2010, Улан-Удэ) — советский государственный деятель, Председатель Президиума Верховного Совета Бурятской АССР (1987—1990).

## Биография
Окончил Свердловское пожарно-техническое училище МВД (1951), Иркутскую высшую партийную школу (1961).
В 1951—1954 гг. — в органах внутренних дел Бурятской АССР.
В 1954—1961 гг. — инструктор райкома партии, затем первый секретарь Торейского райкома комсомола.
В 1961—1967 гг. — на партийной работе в Джидинском, Кяхтинском, Мухоршибирском районах.
В 1967—1976 гг. — первый секретарь Еравнинского, затем Улан-Удэнского райкомов партии.
В 1976—1984 гг. — заведующий отделом организационно-партийной работы Бурятского обкома КПСС,
в 1984—1987 гг. — секретарь Бурятского обкома КПСС.
В 1987—1990 гг. — Председатель Президиума Верховного Совета Бурятской АССР, заместитель Председателя Президиума Верховного Совета РСФСР.
С июня 1990 г. на пенсии.

## Награды
- Два ордена Трудового Красного Знамени
- Орден Дружбы народов
- медали и почетные грамоты